# Корпус (военное дело)

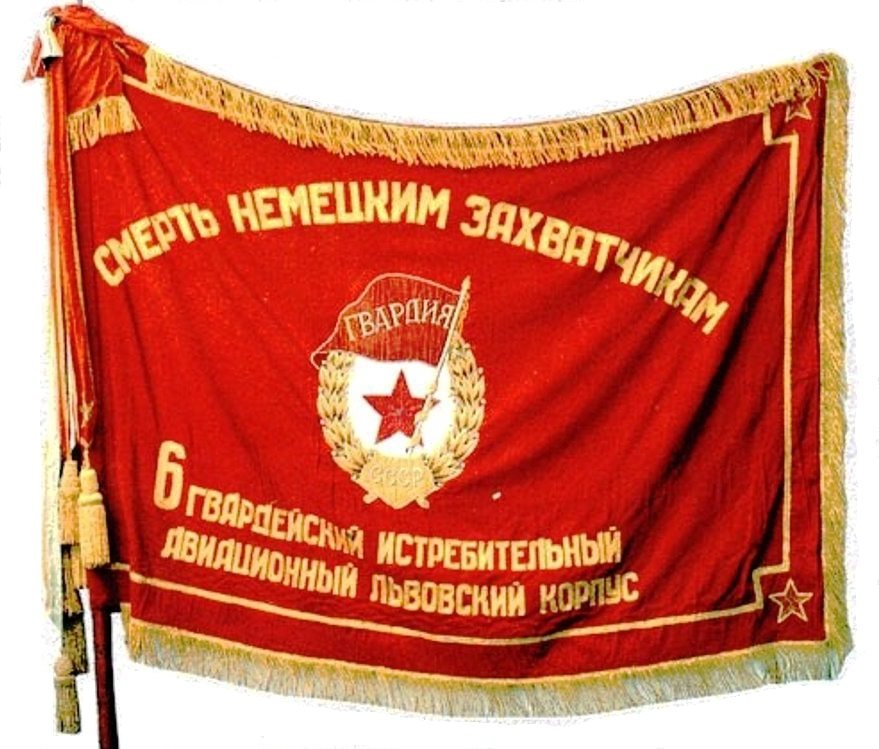
Боевое знамя
6-го гвардейского истребительного авиационного корпуса

Корпус (от лат. corpus «тело, единое целое») — форма организации войск в оперативном звене, принятая в вооружённых силах некоторых государств.
В зависимости от исторического этапа корпус являлся штатным оперативно-тактическим (высшим тактическим) объединением либо соединением. Также термин «корпус» в военном деле может иметь иные значения.

## Командование, состав и численность

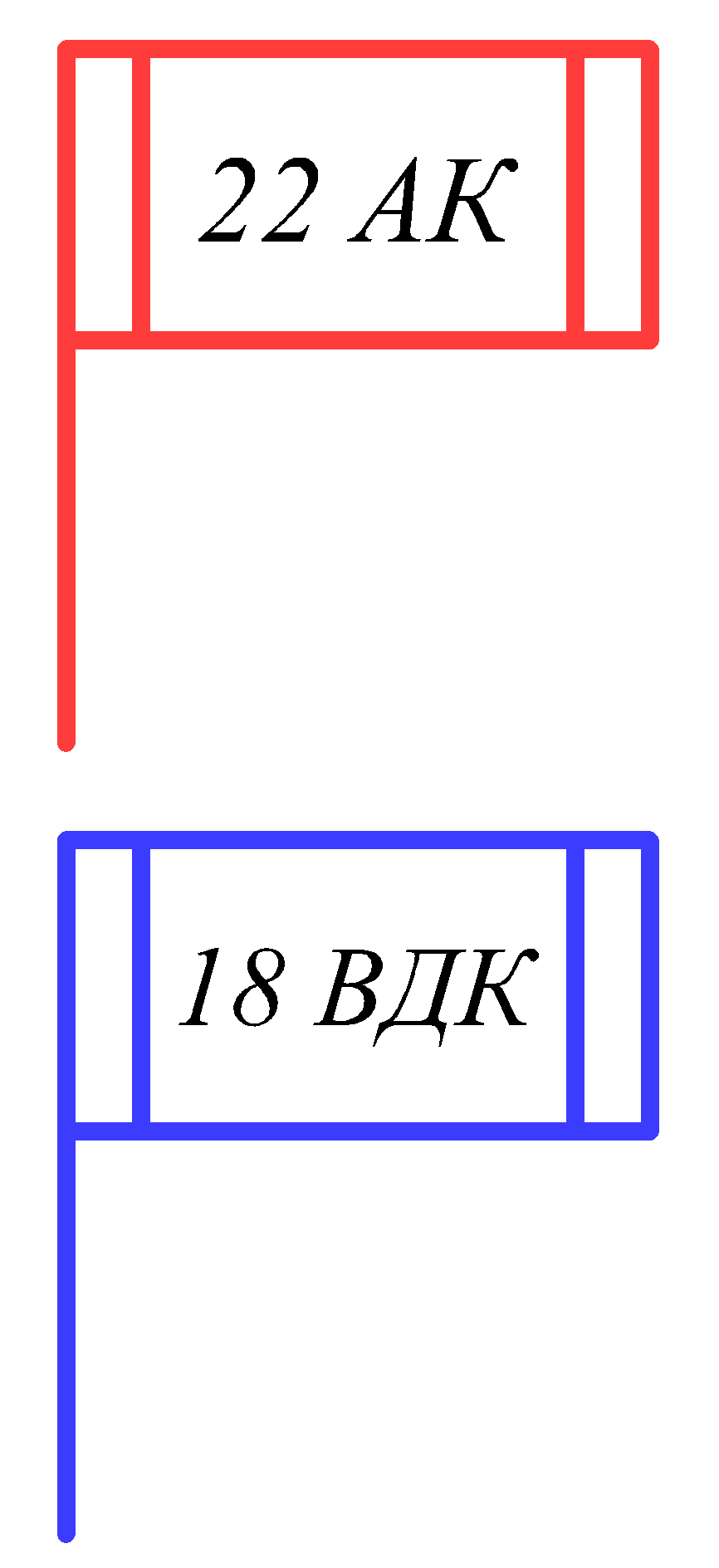
Знак командного пункта корпуса на военных топографических картах, принятый в СССР и России.
Красный цвет - формирования своих войск.
Синий цвет - формирования войск противника
Примерные сокращения:
22 АК — 22-й армейский корпус
18-й ВДК — 18-й воздушно-десантный корпус

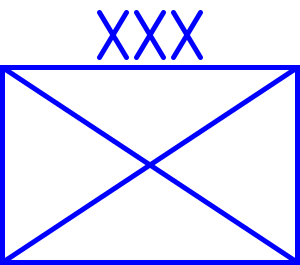
Армейский корпус (условные тактические знаки НАТО).

Корпус возглавляется офицером в генеральском звании, в должности командир корпуса.
Штатная структура корпуса различается от принадлежности к роду войск, виду вооружённых сил, государственной принадлежности и исторического этапа.
В современности, как и в прошедших исторических этапах, корпус может быть основан на бригадной структуре, либо на дивизионной структуре. В первом случае основу боевых соединений корпуса образуют от 2—3 и более бригад, во втором случае от 2—3 и более дивизий. Кроме основных боевых соединений в состав корпуса также входят: управление корпуса, части и соединения боевого и тылового обеспечения и обслуживания.
Численность личного состава корпуса зависела и зависит от рода войск, театра военных действий и исторического периода. Как в годы Второй мировой войны так и на современном этапе штатная структура не являлась одинаковой для однотипных корпусов. В однотипные корпуса могло входить разное количество бригад или дивизий. Относительное постоянство штатов по однотипным корпусам в годы Второй мировой войны наблюдалось только в Красной армии (танковые, механизированные, артиллерийские и стрелковые корпуса). Ниже показана численность развёрнутых корпусов (по штату военного времени) разных государств, в различных исторических периодах:
- народно-гренадерский артиллерийский корпус Германии (на осень 1944 года) — 3271 человек;
- танковый корпус СССР (на март 1942 года) — 7800 человек;
- воздушно-десантный корпус СССР (на апрель 1941 года) — 8000;
- воздушно-десантный корпус СССР (на август 1942 года) — 9930;
- танковый корпус СССР (на 1945 год) — 12 000;
- механизированный корпус СССР (на 1942 год) — 16 369;
- истребительный авиационный корпус СССР (на 1952 год) — 26 000;
- механизированный корпус СССР (на 1940 год) — 36 080;
- армейский корпус Великобритании (в 1990-е годы) — 50 000;
- стрелковый корпус СССР (на июнь 1941 года) — 51 061;
- армейский корпус Франции (в 1990-е годы) — до 55 000;
- воздушно-десантный корпус США (на 1951 год) — 64 000;
- армейский корпус Германии (в 1990-е годы) — до 100 000.

## История
На прошлых исторических этапах существовали пехотные и кавалерийские корпуса. Пехотные корпуса находившиеся в составе так называемых «частных армий» (объединений оперативного уровня), были со временем переименованы в армейские пехотные корпуса. В последующем закрепилось определение армейский корпус. Этим подчёркивалось принадлежность к армии, как составной части вооружённых сил.
В русской военной терминологии аналогами пехотного корпуса и кавалерийского корпуса являлись стрелковый корпус и конный корпус. Также в военной истории известно существование механизированных, воздушно-десантных, танковых, артиллерийских, авиационных, железнодорожных и других корпусов.
Причиной создания корпусов как формирований послужило появление армий (объединений) с большой численностью личного состава, увеличением пространственного размаха военных действий, что усложняло управление многочисленными группировками войск, оснащённых разнообразным вооружением.
Корпусная организация войск дала возможность перейти от «кордонной стратегии» к активным действиям на самостоятельных операционных направлениях, повысить взаимодействие разных родов войск в ходе сражений, уйти от нерациональной линейной тактики.
Прообразом подобной организации следует считать так называемый «летучий корпус» (Корволант). В течение XVIII века в русской императорской армии и в иных армиях были созданы корпуса на военный период, состав которых назначался из сложившейся обстановки и выполняемых задач.
Корпус генерала Чернышёва З.Г. созданный в период Семилетней войны 1756—1763 включал в себя 7 пехотных и 3 конно-гренадерских полков (более 20 000). В тот же период австрийский корпус генерала Лаудона Э. и прусский корпус генерала Веделя К. располагали соответственно 17 000—20 000 и 30 000 человек.
Применение корпусной организации в русско-турецких войнах 1768—1774 и 1787—1791 было посчитано успешным. В конце XVIII в русской императорской армии были созданы обсервационные корпуса (на 30 000 человек) и егерские корпуса.
Первые штатные корпуса (постоянного состава) были созданы во Франции в 1800 году (в Рейнской армии Ж. Моро). По инициативе Наполеона Первого корпусная организация была распространена на всю французскую армию, после чего в других европейских армиях был также осуществлено создание корпусов.
В Российской империи с началом Отечественной войны 1812 года был создан гвардейский корпус. (с 1829 — отдельный гвардейский корпус). В 1814 вся русская армия распределена на 10 пехотных (гвардейский, гренадерский, остальные с нумерацией с 1-го по 8-й) и 4 резервных кавалерийских корпуса. Также были созданы отдельные корпуса: Грузинский (с 1820 — Кавказский), Оренбургский, Сибирский, Внутренней стражи (с 1816 года), а также Литовский и Финляндский (расформированы в 1831—1833 годы). При военной реформе армии 1833 года войска Гвардии были разделены на гвардейские пехотные и гвардейские резервные кавалерийские корпуса. Количество пехотных корпусов снизилось до 8 (гвардейский, гренадерский, остальные с нумерацией с 1-го по 6-й), а резервные кавалерийские до 3 (гвардейский, 1-й и 2-й). Пехотные корпуса с нумерацией с 1-го по 4-й составили действующую армию, остальные были отдельными. В армейский пехотный корпус вошли 3 пехотных дивизий, 1 лёгкая кавалерийская дивизия и 1 артиллерийская дивизия. Гвардейский пехотный корпус включал в себя 3 гвардейских пехотных дивизий, гвардейский экипаж, лейб-гвардии сапёрный и финский стрелковый батальоны. Гвардейский резервный кавалерийский корпус состоял из 3 гвардейских кавалерийских дивизий (1 кирасирская и 2 лёгких) с гвардейской конной артиллерией.
В составе Отдельного кавказского корпуса были: кавказская резервная гренадерская бригада, 3 пехотные дивизии, кавказский артиллерийский дивизион, 1 стрелковый и 2 сапёрных батальона, линейные казачьи и местные иррегулярные войска. Отдельный сибирский корпус состоял из казачьих войск. Отдельный  оренбургский корпус состоял из пехотных дивизий. В Крымскую войну 1853—1856 годов были созданы Балтийский, Гвардейский резервный пехотный и Сводный гвардейский кавказский корпуса. В 1857 году пехотный и резервный кавказский корпуса были объединены в один Отдельный гвардейский корпус.
В военную реформу 1862—1864 годов все корпуса были упразднены, а управления корпусов послужили основой для создания управлений сформированных военных округов.
В 1874 в русской императорской армии начался повторный процесс сведения войск в корпуса.
К 1889 году было создано 20 корпусов (гвардейский, гренадерский, кавказский армейский и 17 армейских пехотных). В основном армейские корпуса располагали  2 пехотными и 1 кавалерийской дивизией (на 24 эскадрона) и 2 артиллерийскими парками (108 орудий). В гвардейский корпус были включены 3 пехотных, 2 кавалерийских (всего 62 эскадрона) дивизии, стрелковая бригада, полевой эскадрон жандармерии, 3 летучих артиллерийских парка (всего 180 орудий). В составе гренадерского корпуса было: 3 гренадерские и 1 кавалерийская (на 24 эскадрона) дивизия и 3 летучих артиллерийских парка (всего 156 орудий). В кавказском армейском корпусе состояли: кавказская гренадерская, 2 пехотные и 2 кавказские казачьи дивизии, 2 пеших пластунских батальона, 3 артиллерийских парка.
Вне состава корпусов находились стрелковые и сапёрные бригады, 4 пехотные и 2 кавалерийские дивизии, Крымский дивизион, войска Туркестанского, Омского, Иркутского и Приамурского военных округов. Накануне русско-японской войны на Дальнем Востоке были сформированы 1-й, 2-й и 3-й Сибирские корпуса. В ходе боевых действий были дополнительно созданы с 4-го по 7-й Сибирские корпуса, 1-й и 2-й сводно-стрелковые и кавказские корпуса, которые позже были расформированы.
Перед Первой мировой войной в состав русской императорской армии к имевшимся ранее корпусам добавились 8 новых армейских (с 18-го по 25-й), 2-й, 3-й Кавказские, 1-й и 2-й Туркестанские армейские, 4-й и 5-й Сибирские. В состав каждого корпуса включали 2 пехотные, 1—2 кавалерийские (казачьи) дивизии, 1—2 артиллерийских (тяжёлых, мортирных) дивизиона корпусной артиллерии, сапёрный батальон. В некоторых армейских корпусах имелись отдельные стрелковые бригады (до 3) и 1—2 кавалерийские (казачьи) бригады (вместо отсутствующих дивизий или дополнительно), понтонный и обозный батальоны, воздухоплавательная и искровая роты.
В Туркестанских армейских корпусах пехота была представлена только стрелковыми  бригадами. Туркестанский армейский и все Сибирские корпуса не имели кавалерийских дивизий. Крепостная артиллерия, инженерные части и некоторые казачьи части, а также войска Семиреченской области не объединялись в корпуса.
В Первую мировую войну структура армейских корпусов стран-участниц военных действий был аналогичен имевшейся в русской императорской армии. Только в армии Австро-Венгрии и в некоторых корпусах Германии (1-й и 14-й) имели по 3 пехотные дивизии. Также в корпусах этих государств не было корпусной кавалерии (она входила только в состав пехотных дивизий), а французские корпуса располагали только по одной кавалерийской бригаде. В среднем боевой состав корпусов в начале Первой мировой войны насчитывал 24—32 пехотных батальона, 8—12 кавалерийских эскадронов, 120—176 артиллерийских орудий. Личный состав корпуса: 35 000—40 000 человек.
За время войны общее число корпусов в странах-участницах боевых действий увеличилось почти в 2 раза. На начало войны это число составляло 107 корпусов, из которых:
- Россия — 37;
- Германии — 23;
- Австро-Венгрия — 16;
- Франция — 20;
- в других государствах  — 11.

К окончанию войны в конце 1917 года только в русской императорской армии имелось 69 армейских и 10 кавалерийских корпуса (по 3 кавалерийские дивизии)
Все кавалерийские дивизии в Германии и во Франции были сведены в кавалерийские корпуса (по 3—4 дивизии).
В Гражданскую войну и в период военной интервенции в Красной армии корпусное звено, как промежуточное между армией и дивизией, было упразднено. Стрелковые  дивизии подчинялись непосредственно командованию армии. В организации войск Белого движения в 1918—1920 годах корпусное звено сохранилось. При этом некоторые армии белого движения включали в себя 4—6 и более корпусов. К примеру в наступлении войск Колчака в 1919 году Западная армия собрала в себя 5 корпусов.
Добровольческая армия в наступлении 1919 года объединяла 2 армейских и 2 конных корпуса. Основные силы армии составил 1-й армейский корпус генерала  Кутепова А.П.. Эффективным считается использование возможностей корпусной организации войск в кавалерии белого движения. Особо отличились в составе Добровольческой и Кавказских армий конные корпуса генералов Мамонтова К. К. (Рейд Мамонтова), Покровского В. Л.,  Улагая С. Г., Шатилова П. Н., Шкуро А. Г., Юзефовича Я. Д.. В Русской армии отличились кавалерийские корпуса генералов Бабиева Н. Г. и Барбовича И. Г..
В РККА был перенят организационный опыт белых и в 1919—20 годах на Южном, Юго-Западном и Западном фронтах также были сформированы конные корпуса которые возглавили Будённый С. М., Гай Г. Д., Думенко Б. М., Каширин Н. Д., Примаков В. М., Смирнов А. С..
В межвоенный период в 1932—35 на Дальнем Востоке был создан Особый колхозный корпус, который обеспечивал безопасность границ, освоения целинных земель, обеспечения местного населения и армии продовольствием, для сокращения ввоза хлеба и мяса из Сибири и развития экономики Дальнего Востока. В состав Особого колхозного корпуса входили 3 стрелковые и 3 кавалерийские дивизии общей численностью до 60 000 человек.
На последующих исторических этапах в ВС СССР корпусная организация была внедрена во все рода войск и в появившиеся новые виды вооружённых сил.
Изменения в организационной структуре и в оснащении корпусов всех типов повысили уровень корпусов как формирований. Повышение  боевых возможностей дало корпусам возможность перейти к решению оперативно-тактических задач, а при определённых условиях и оперативных задач. К началу XXI века корпусная организация сохраняет своё значение прежде всего в сухопутных войсках многих развитых государств.

## Типы корпусов

### Армейский корпус

Штандарт командира
армейского корпуса Вермахта
(1933-1945)

Армейский корпус (АК) — общевойсковое оперативно-тактическое объединение сухопутных войск.
По военной терминологии некоторых государств АК считается высшим тактическим (в Великобритании, Германии — оперативно-тактическим) соединением. Назначение АК в выполнении оперативных и тактических задач в составе фронта (группы армий, полевой армии), чаще на одном операционном направлении (так называемая «Корпусная операция»).
Постоянной организационной структуры АК чаще всего не имеет. В зависимости от роли и места в оперативном построении и поставленных задач, а также условий театра военных действий определяется конечный состав АК.
В ВС СССР АК включал в себя 2—3 мотострелковые и танковые дивизии, корпусные части родов войск и специальных  войск боевого и тылового обеспечения.
В 1990-е годы ВС США располагали 5 АК, Германии — 3 АК, Франции — 3 АК (все в составе 1-й Армии), Великобритании — 1 АК, Турции — 8 АК в составе полевых армий и 2 отдельных АК.
По потенциалу боевой мощи в 1990-е годы на первом месте находились АК США и Германии.
В Армии США АК в среднем включает от 2 до 5 дивизий (из которых 1—3 бронетанковые), отдельный бронекавалерийский (разведывательный) полк, 2—4 бригады полевой артиллерии, бригаду  армейской авиации, инженерную бригаду, бригаду связи, а также части и подразделения боевого и тылового обеспечения.
В Германии АК в 1990-е годы включали 3—5 дивизий и постоянный корпусной комплект частей и подразделений: зенитный ракетный полк ракетный и зенитный дивизионы, 3 вертолётных полка (противотанковый, транспортный  и лёгкий транспортный), до 14 батальонов разного назначения (связи, радиотехнической разведки и РЭБ, инженерный, защиты от ОМП, снабжения и т.д.). В общей сложности в АК из 3 дивизий могло находиться: до 900 танков, 400 артиллерийских орудий и миномётов, 500 ПТРК, 500 средств ПВО и другое вооружение. Личный состав корпуса — до 100 000  человек.
Во Франции в АК в 1990-е годы было 3—4 дивизии (на военное время дополнялись 1—2 пехотными  дивизиями), отдельные  полки (бронекавалерийский, 1—2 зенитных ракетных полка, армейской авиации, 2 инженерных, 2 связи, 2 разведки целей, 1 защиты от ОМП, 2 регулирования движения) и 3 бригады (2 транспортные и 1 тыловая). На вооружении ак было: до 380 танков, 140 орудий, 230 ПТРК и другое вооружение. Личный состав АК — 50 000—55 000 человек.
В Великобритании в АК в 90-е годы входило 3 бронетанковых дивизии, артиллерийская бригада, 2 отдельных разведывательных полка, бронеинженерный и инженерно-амфибийный полки, 3 полка связи, отдельная вертолётная эскадрилья и другие. Личный состав АК — около 50 000 человек.
В сухопутных войсках Турции в 1990-е годы корпусная организация сильно различалась по разным объединениям. К примеру в составе 1-й полевой армии был 5-й АК который включал 3 пехотных, 1 механизированную и 2 отдельные бригады (пехотную и бронетанковую). При этом 2-й АК этой же армии и 11-й отдельный АК располагали только 2 пехотными дивизиями. 4-й отдельный АК имел бригадную структуру из 3 отдельных бригад (пехотная, воздушно-десантная и «коммандос»). Также бригадная структура была в 6-м и 7-м АК 2-й полевой армии.
В послевоенный период в ВС СССР корпусное звено в общевойсковых и танковых армиях было упразднено. Общевойсковые и танковые армии состояли непосредственно из 4-6 дивизий. Для некоторых военных округов ак состоящие из 2 или 3 дивизий, сохранили для прикрытия отдельных операционных направлений. Они также не входили в состав общевойсковых и танковых армий.
Всего на момент распада СССР в Сухопутных войсках было 16 отдельных АК.

### Стрелковый корпус
Стрелковый корпус (ск)  — высшее общевойсковое тактическое соединение стрелковых войск. 
Стрелковые войска существовали на позднем периоде в Российской империи и в СССР до 1946 года. Является синонимом армейского корпуса. 
Назначением ск было выполнение тактических задач в составе общевойсковой (полевой) армии. В некоторых случаях мог входить в состав фронта и выполнять самостоятельные задачи на операционных направления небольшой ёмкости.
В состав ск входили управление корпуса,  несколько соединений - дивизий и/или бригад, части и подразделения боевого и тылового обеспечения.
Впервые ск были созданы во время русско-японской войны и не отличались постоянным составом. В 1920-е годы в состав ск Красной армии стали сводить стрелковые дивизии. В среднем в составе ск было: 3 стрелковые дивизии, 2 артиллерийских дивизиона, сапёрная рота, инженерный парк и другие части.
Накануне Великой Отечественной войны в составе ск было:  2—3 стрелковые дивизии, 2 корпусных  артиллерийских полка,  отдельный зенитный артиллерийский дивизион, отдельные батальоны (инженерный и связи) и другие части. На вооружении ск из 3 дивизий имелось: 516 артиллерийских орудий (из них 162 противотанковых и 48 зенитных), 450 миномётов и другое вооружение. Личный состав ск — 51 061 человек.
Большие потери личного состава и военной техники на начальном этапе войны, а также невозможность их быстрого восполнения и нехватка командного состава, вынудили военное руководство упразднить корпусное звено.
К концу 1941 года из 62 ск имевшихся на начало войны осталось только 6. В 1942 году в ходе наступательных операций выяснилось, что отсутствие корпусного звена усложняет командованию армий управление большим количеством соединений и частей. Требовалось воссоздание корпусного звена, которое взяло бы на себя управление дивизиями и бригадами. С июня 1942 года началось восстановление ск, количество которых к концу 1943 года достигло 161. В составе восстановленных ск на последнем этапе войны включались: 3 стрелковые дивизии, артиллерийский полк, батальоны (инженерный и  связи) и другие части. В некоторых гвардейских ск вместо корпусного артиллерийского полка включалась артиллерийская бригада.
В каждом ск было 27 стрелковых батальонов, 300—400 артиллерийских орудия, 450—500 миномётов, 300—500 станковых пулемётов и другое вооружение.
В 1944—1945 годах ск получал в наступлении на направлении главного удара полосу шириной 3—5 километров и прорывал оборону противника на всю тактическую глубину. В таких случаях ск усиливалась танками и артиллерией. Полоса обороны ск составляла 20—25 километров.
К окончанию войны в Действующей армии находилось 194 ск. В 1950-е годы большая часть стрелковых корпусов была расформирована, а часть переименована в армейские корпуса.

### Кавалерийский корпус
Кавалерийский (конный) корпус (кк) —  оперативное (высшее тактическое) соединение стратегической кавалерии.
В Красной армии кк применялся как подвижная группа фронта (иногда армии) для развития успеха на направлении главного удара, широкого оперативного манёвра с выходом на открытые фланги и в тыл противника, для действий в оперативно-тактической глубине по окружению его группировок, ведению преследования, захвату плацдармов, важных районов и рубежей, нарушению тыловых коммуникаций и других задач.
При оборонительных операциях кк составлял манёвренный резерв фронта для нанесения контрударов во фланг и тыл основной вклинившейся группировки противника, ведения манёвренной обороны на важных в оперативном отношении рубежах, прикрытия отхода, перегруппировок и сосредоточения своих войск, рейдовых действий и других задач.
Накануне Великой Отечественной войны в Красной армии было 4 кк, каждый из которых состоял из 2 кавалерийских дивизий. Штат кк предполагал наличие 128 лёгких танков, 44 бронеавтомобилей, 64 полевых, 32 противотанковых и 40 зенитных орудий, 128 миномётов. В кк было 19 430 человек и 16 020 лошадей.
К февралю 1942 года число кк было увеличено до 17, в которые были сведены все вновь созданные отдельные кавалерийские дивизии. В последующем из-за большой уязвимости кавалерии от огня артиллерии, танков и авиации противника количество кк сокращалось. К сентябрю 1943 года осталось 8 кк (по 3 дивизии в каждом). 7 кк находились в Действующей армии и один (15-й кк) дислоцировался в Иране.
В состав кк с 1943 года, кроме кавалерийских дивизий входили: самоходный артиллерийский полк, истребительно-противотанковый артиллерийский полк, зенитно-артиллерийский полк, гвардейский миномётный полк реактивных миномётов, миномётный дивизион, истребительно-противотанковый артиллерийский дивизион, разведывательный дивизион, дивизион связи, а также корпусной тыл и подвижный госпиталь. Всего в кк было свыше 21 000 человек и 19 000 лошадей. С 1943 кк стали применяться в составе конно-механизированных групп.
По окончании войны кавалерийские корпуса были постепенно расформированы до конца 1940-х годов.
В Германии в годы войны было создано 2 кавалерийских корпуса. В сентябре 1944 года был создан 1-й кавалерийский корпус который просуществовал до апреля 1945 года в составе Группы армий «Юг». Под влиянием положительного опыта применения 1-го кк в войсках СС был создан 15-й казачий кавалерийский корпус СС численностью 30 000 — 35 000 человек.
Кроме СССР и Германии кавалерийский корпус в годы Второй мировой войны также имелся в 3-й армии Румынии. Румынский кк состоял из 3 кавалерийских бригад, которые были частично моторизованы. В каждой бригаде было 2 кавалерийских полка и 1 моторизованный полк, 1 конно-артиллерийский полк  и другие части. Он был создан в январе 1941 года и был разгромлен в ходе Сталинградской битвы. После разгрома Румыния повторно воссоздала кавалерийский корпус в составе 2 кавалерийских дивизий.

### Механизированный корпус
Механизированный корпус (мк, мехкорпус)  —  оперативно-тактическое  соединение автобронетанковых (с декабря 1942 года — бронетанковых и механизированных) войск Красной  Армии.
В предвоенный период мк считались оперативными соединениями и включались в состав общевойсковых армий, либо находились в подчинении командования приграничных военных округов.
Назначение мк заключалось в развитии наступления в оперативной глубине обороны противника, разгрома его ближайших резервов и выхода в тыл основной группировки противника с удержанием занятых рубежей в оперативной глубине до подхода основных сил армий. Для этого части и соединения мехк вводились в прорыв в полосах общевойсковых армий наступавших на направлении главных ударов фронтов. Также мехкорпуса использовались для преследования отходящего противника.
Начало созданию мехкорпусов в Красной армии было положено в 1932 году, когда на основе стрелковой дивизии Ленинградского военного округа был создан первый мк. В последующем были созданы ещё 3 мк.
В составе каждого мк входили: 2 механизированные  и 1 стрелково-пулемётная бригада, несколько дивизионов (разведывательный, сапёрный, огнемётный, зенитно-артиллерийский), части и подразделения тылового обеспечения. На оснащении мк было: 490 танков (175 БТ, 192 Т-26, 123 Т-37), 215 бронемашин, 60 артиллерийских  орудий, 200 автомобилей и другое вооружение. В конце 1935 года в мехк танки Т-26 заменили на танки БТ со снижением общего количества танков до 463.
В 1938 году все мехкорпуса переформированы в танковые корпуса, а в 1939 году расформированы по анализу боевых действий в Испании. В 1940 году вновь было создано 9 мк, в каждом из которых было 2 танковые и 1 моторизованная дивизии, мотоциклетный полк, моторизованный инженерный батальон и другие части. На военное время мк полагалось иметь 1031 танк, 100 полевых орудий, 36 противотанковых орудий, 36 зенитных пушек, 186 миномётов, 258 бронемашин. Личный состав мк —  36 080 человек.
В феврале — марте 1941 года началось формирование дополнительных 20 мехкорпусов этого же штата. Для их полного оснащения требовалось более 15 000 танков Т-34 и КВ-1. Оборонная промышленность СССР в 1941 могла произвести только около 5500 танков всех типов. Также проблемой была нехватка ремонтных средств и подготовленных кадров. В итоге к началу войны большая часть мехкорпусов не была полностью обеспечена танками, артиллерией и автомобилями.
При всех указанных обстоятельствах большинство мехкорпусов сыграли большую роль в приграничных сражениях в Прибалтике, Белоруссии и на Украине, затормозив продвижение противника и прикрыв отход войск. К концу июля 1941 года принято решение о переформировании уцелевших мехкорпусов во вновь создаваемые танковые бригады и отдельные танковые батальоны.
Возросшие возможности оборонной промышленности позволили в сентябре 1942 года приступить к уже третьему воссозданию мехкорпусов. К концу 1943 года в Действующей армии было 13 мк. В отличие от предвоенного штата, корпуса состояли из 3 механизированных бригад и 1 танковой бригады, нескольких полков (1—2 самоходных артиллерийских, миномётного, зенитного артиллерийского, истребительно-противотанкового артиллерийского), отдельного гвардейского миномётного дивизиона, частей боевого и тылового обеспечения. В мк на вооружении имелось: 246 танков и САУ (Т-34 — 176, Т-70 — 21, САУ — 49), 252 орудия и миномётов, свыше 1800 автомобилей и другое вооружение. Личный состав мк —  16 369 человек.
В боевых действиях мехкорпуса включались в состав танковых армий, конно-механизированных групп, подвижных групп и находились в подчинении  командующих общевойсковыми армиями или в распоряжении командующих войсками фронтов. Всего в Действующей армии в конце войны до 36 мк.
В период 1945—1946 годов все мехкорпуса переформированы в механизированные дивизии. При этом входившие в их состав бригады стали полками.

### Танковый корпус
Танковые корпуса войск СС
Танковый корпус (тк) —  оперативно-тактическое соединение автобронетанковых (с декабря 1942 года  — бронетанковых и механизированных) войск Красной Армии и танковых войск Третьего рейха.
При наступлении назначение тк состояло: в развитии успеха наступления фронта (армии) на направлении главного удара, для действий на внешнем фронте окружения группировок противника, его преследования в оперативной глубине, отражения контрударов и в некоторых случаях для завершения прорыва тактической зоны обороны.
В обороне тк обычно составляли резерв фронта (армии) и применялись для проведения контрударов по вклинившемуся противнику.
В Красной Армии тк впервые были созданы в 1938 году в приграничных военных округах на базе механизированных корпусов в следующем составе: 2 легкотанковые бригады и 1 стрелково-пулемётная бригада и другие части. В тк предусматривалось иметь 500 танков (в основном БТ), 118 артиллерийских орудий и свыше 12 000 человек.
В сентябре 1939 года тк западных военных округов участвовали в военных походах при присоединении Западной Украины, Западной Белоруссии, Прибалтики и Бессарабии.
В конце 1939 года руководство Красной армии расформировало все тк. Причиной подобного шага послужили неправильные выводы из опыта применения бронетанковых и механизированных войск во время гражданской войны в Испании (где из-за условий театра военных действий и из-за нехватки танков действовали только танковые полки и бригады), а также переоценки возможностей противотанковых средств вероятных противников. Весь личный состав и военная техника упразднённых тк была обращена на создание моторизованных дивизий и танковых бригад.
По опыту боевых действий в Великой Отечественной войне с марта 1942 года в Красной армии началось повторное создание танковых корпусов. В состав тк вошли: 3 танковые бригады (по 53 танка) и 1 мотострелковая бригада, дивизион РСЗО, мотоциклетный батальон и другие части. На вооружении тк всего было: 168 танков, 52 орудия (из них 20 зенитных), 44 миномёта, 8 боевых машин РСЗО. Личный состав тк — 7800 человек.
К началу осени 1942 года было создано 24 танковых корпуса, часть которых вошла в танковые армии. С этого времени периода танковые корпуса участвовали во всех крупных операциях, действуя как самостоятельно так и в составе танковых армий.
В последующем штат тк реформировался для повышения автономности, ударной силы и огневой мощи. К концу войны в тк входило 3 танковых и 1 мотострелковая бригады, 3 самоходных артиллерийских полка, лёгкий артиллерийский полк, зенитный артиллерийский полк,  миномётный полк, дивизион реактивных установок и другие части. На вооружении тк было: 207 танков, 63 САУ, 182 артиллерийских орудия и миномёта, 8 боевых машин РСЗО, около 1500 автомобилей. Личный состав — 12 000 человек.
Всего в Действующую армию в годы войны входил 31 танковый корпус.
В период 1945—46 годов все танковые корпуса (всего 24) были переформированы в танковые дивизии.

4-й гвардейский танковый корпус РККА, 1945 год.

В Германии танковые корпуса появились в 1939 году под названием моторизованные корпуса. Изначально в их состав включали 1 танковую и 1-2 моторизованные дивизии.  Потом в составе стало 2 танковые и 1 моторизованная дивизия. В 1942 году все моторизованные корпуса были переименованы в танковые корпуса. Всего на вооружении тк было до 500 танков и штурмовых орудий. Из-за больших потерь танков на Восточном фронте немецкое командование вынуждено было включать в танковые корпуса пехотные соединения. В боевых действиях танковые корпуса действовали в составе полевых армий, танковых групп и танковых армий.
По причине высоких потерь, частых расформирований и повторных созданий в танковых соединениях Германии на конечном этапе войны, экспертами отмечается невозможность указать точное количество танковых корпусов, соответствовавших данным определениям по количеству вооружения и штату. В связи с этим указывается общее количество немецких танковых корпусов. К июню 1944 года их было 18, из которых 13 находилось на Восточном фронте.
В Венгрии в годы Второй мировой войны существовал Подвижный корпус (Механизированный корпус) состоявший из 2 кавалерийских и 2 моторизованных бригад, на оснащении которых имелось 95 танков. С октября 1942 года корпус был переформирован в 1-й бронетанковый корпус, состоявший из 2 танковых дивизий.

### Воздушно-десантный корпус

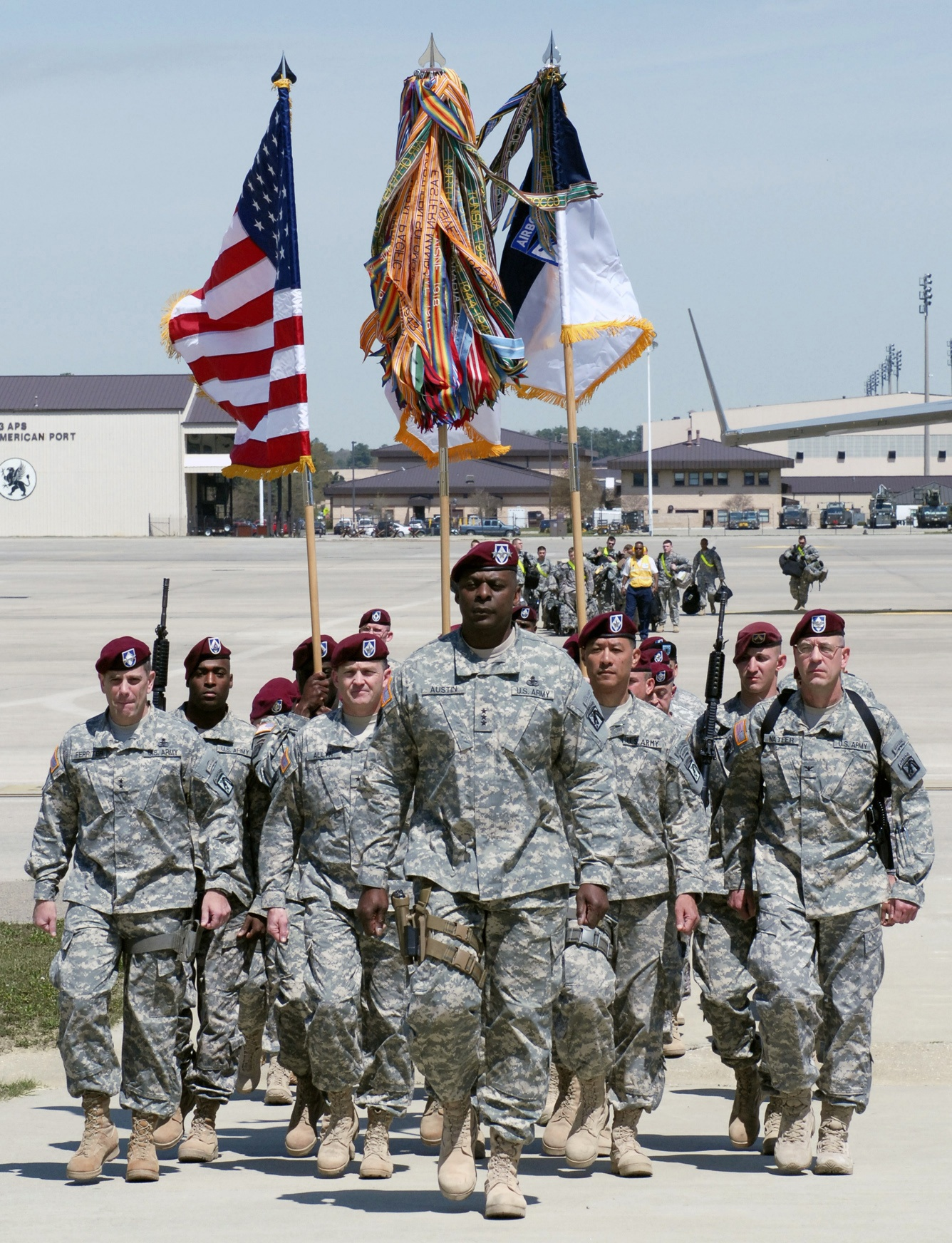
Знамённая группа управления 18-го воздушно-десантного корпуса США после возвращения из Ирака.
Военная база Форт-Брэгг. 2009 год

Воздушно-десантный корпус (вдк)  —  общевойсковое оперативно-тактическое соединение воздушно-десантных войск.
В период Второй мировой войны вдк применялись для осуществления оперативных и оперативно-тактических десантов для содействия войскам, наступающим с фронта, в прорыве обороны противника ударом с тыла, завершении окружения его группировок, захвате плацдармов на крупных водных преградах, аэродромных узлов и других целей.
Первые 5 вдк (с нумерацией с 1-го по 5-й) были сформированы в  Красной Армии в апреле 1941 года. В состав вдк входили: 3 воздушно-десантные бригады и комплект корпусных частей (танковый  батальон, артиллерийский  дивизион, части обеспечения и обслуживания). Личный состав вдк  —  свыше 8000 человек. Для осуществления воздушного десанта личного состава и техники вдк придавались части военно-транспортной и тяжёлой бомбардировочной авиации.
В первые месяцы войны вдк вынужденно использовались в приграничных сражениях как стрелковые соединения в составе фронтов: 5-й вдк (Северо-западный фронт); 4-й вдк (Западный фронт); 1-й, 2-й и 3-й вдк (Юго-западный фронт). В связи с большими потерями к сентябрю 1941 года все вдк были выведены в резерв Ставки ВГК на доукомплектование. Во время битвы за Москву 4-й вдк использовался для десантирования в Вяземской воздушно-десантной операции 1942 года. 2 воздушно-десантные бригады 5-го вдк участвовали в Орловско-Брянской операции 1941 года в ходе которого была осуществлена высадка посадочным способом на аэродромы Орла и Мценска, для обеспечения сосредоточения и ввода в сражение 1-го гвардейского  стрелкового корпуса. После этого 5-й вдк был переброшен на оборону по реке Нара и участвовала в освобождении города Малоярославец в январе 1942 года, после чего в феврале был выведен в тыл на доукомплектование. 
В ноябре 1941 года 3-й вдк был переформирован в 87-ю стрелковую дивизию (с января 1942 года  — 13-я гвардейская стрелковая дивизия). С 17 мая по 2 августа 1942 года все остальные вдк также были переформированы в гвардейские стрелковые дивизии.
16 августа 1942 года вышло постановление Государственного комитета обороны СССР о создании 8 вдк (с нумерацией 1-й, и с 4-го по 10-й) личным составом 9930 человек в каждом и 5 воздушно-десантных манёвренных бригад. Впоследствии в декабре 1942 года данное постановление было изменено на создание 10 гвардейских воздушно-десантных дивизий численностью по 10 570 человек.
В послевоенный период в октябре 1946 года гвардейские стрелковые корпуса (с нумерацией 8-й, 15-й, 37-й, 38-й и 39-й ), которые в годы войны были созданы сведением воздушно-десантных дивизий переформированных в гвардейские стрелковые дивизии, были преобразованы в гвардейские вдк. В состав каждого корпуса вошли по 2 воздушно-десантные дивизии. В 1947 году в состав вдк были добавлены отдельные батальоны связи. В 1948 году с созданием новых 5 воздушно-десантных дивизий, количество дивизий в вдк было доведено до 3. В январе 1949 года 4 из 5 вдк были объединены в Отдельную воздушно-десантную армию (ОВДА).
В период с 1954 по 1956 годы, в ходе реформ по оптимальному сокращению численности воздушно-десантных войск, все вдк были расформированы.
В Германии аналог советского вдк был создан в составе Люфтваффе как Авиационный корпус, в состав которого входили 7-я парашютная дивизия, 22-я пехотная дивизия (подготовленная для десантирования планерами), штурмовой полк, боевая авиационная группа (в основном истребители), эскадра транспортной авиации, парашютные, зенитно-пулемётные и инженерные батальоны, санитарный отряд.
Во время Критской операции 1941 года 7-я парашютная дивизия и штурмовой полк этого корпуса участвовали в высадке парашютного десанта.
В конце 1943 года были созданы 1-й и 2-й вдк, которые были сведены в 1-ю воздушно-десантную (парашютную) армию. В составе армии было 8 воздушно-десантных дивизий и танковая дивизия «Герман Геринг». Сначала необходимость комплектации понёсших большие потери в Критской операции парашютных частей, а затем недостаточность транспортной авиации и потеря превосходства в воздухе не позволили командованию Вермахта провести до конца войны ни одной крупной воздушно-десантной операции.
В Армии США августе 1942 года был создан 2-й бронетанковый корпус (с октября 1943 года — 18-й бронетанковый корпус), который в августе 1944 года был преобразован в 18-й воздушно-десантный корпус (18-й вдк). Это соединение участвовало в Рейнской воздушно-десантной операции 1945 года. В июне 1945 года корпус был передислоцирован в США и расформирован. Однако в мае 1951 года 18-й вдк был сформирован повторно. Он предназначался для оперативной переброски в различные регионы мира и проведения операций в локальных военных конфликтах. В состав 18-й вдк вошли: 4 дивизии (82-я воздушно-десантная, 101-я воздушно-штурмовая, 24-я механизированная и 10-я лёгкая горнопехотная), 6 бригад (177-я и 194-я отдельные бронетанковые, 18-я полевой артиллерии, 11-я бригада ПВО, 1-я и 18-я армейской авиации) и другие части. Личный состав корпуса — 64 000 человек. Соединения 18-го вдк принимали участие во всех локальных войнах и вооружённых конфликтах, которые США вели в Юго-Восточной Азии, Латинской Америке и на Ближнем Востоке в 1960-е — 1990-е годы.

### Артиллерийский корпус прорыва

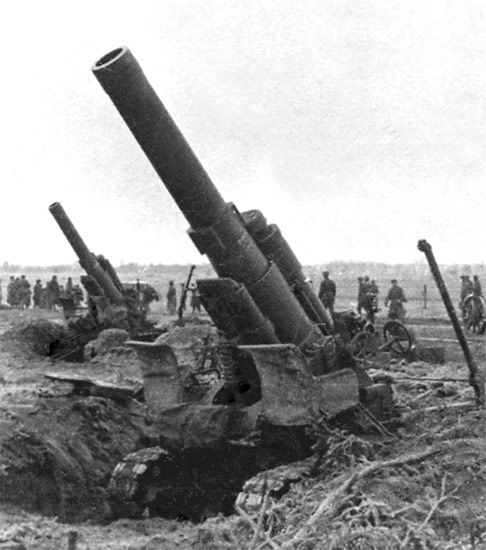
Батарея 203-мм гаубиц Б-4
артиллерийского корпуса прорыва.
3-й Белорусский фронт.
Лето 1944 года

Артиллерийский корпус прорыва (акп)  — соединение артиллерии резерва ВГК в годы Великой Отечественной войны.
Назначением акп было осуществление массированного артиллерийского удара по противнику на направлениях главных ударов (сосредоточения основных усилий) фронтов, способствовавшего прорыву обороны противника.
Первые акп  стали создаваться весной 1943 года по итогам массированного применения артиллерии во время Сталинградской битвы.
Изначально в состав акп входили 2 артиллерийские дивизии прорыва и 1 гвардейская миномётная дивизия РСЗО. На вооружении акп было около 1000 артиллерийских орудий и боевых машин РСЗО. С 1944 года гвардейские миномётные дивизии были выведены из состава акп, остались только 2 артиллерийские дивизии (свыше 700 артиллерийских орудий).
Особую структуру имел созданный в сентябре 1943 года  3-й Ленинградский  контрбатарейный корпус, который первоначально не был предназначен для прорыва обороны, а выполнял функции подавления артиллерии противника в условиях круговой обороны (Блокада Ленинграда). В  составе корпуса были пушечная артиллерийская бригада, 5 артиллерийских  полков, 1 артиллерийский дивизион, 3 разведывательных артиллерийских дивизиона, 2 авиационные корректировочные эскадрильи, 1 дивизион аэростатов наблюдения, а также переданная в подчинение морская железнодорожная артиллерийская бригада Балтийского флота. С прорывом блокады Ленинграда в январе 1944 года этот корпус был переформирован в 3-й артиллерийский корпус прорыва.
Всего к окончанию войны в Действующей армии находилось 10 акп и Особый корпус железнодорожных войск. По окончании войны все корпуса были расформированы до 1949 года.
На последнем этапе существования Советской армии, 1 сентября 1990 года в Прикарпатском военном округе был создан 66-й артиллерийский корпус в состав которого вошли: 3 артиллерийские дивизии (26-я, 81-я и 72-я кадра), 188-я тяжёлая артиллерийская гаубичная бригада, 980-й противотанковый и 440-й разведывательный артиллерийские полки.

### Корпус ПВО
Корпус ПВО (КПВО) — оперативно-тактическое объединение (в прошлом — высшее тактическое соединение) Войск ПВО СССР.
Назначение КПВО в защите от ударов с воздуха важных административных, промышленно-экономических центров и регионов страны, группировок войск (сил) и военных объектов в установленных границах ответственности.
В организационном порядке КПВО входит в состав округа (или отдельной армии) ПВО. Также некоторые КПВО были отдельными.
На основе отдельных корпусов могли создаваться зоны ПВО или корпусные районы ПВО. Первые КПВО созданы в феврале 1938 года для противовоздушной обороны Москвы, Ленинграда и Баку (соответственно 1-й, 2-й и 3-й) на основе зенитных артиллерийских дивизий и бригады ПВО (3-й КПВО). В штат КПВО входили: 4—6 зенитных артиллерийских полков, 1 зенитно-пулемётный полк, 1 прожекторный полк (или батальон), 1—2 полка (или дивизиона) аэростатов заграждения, 1—2 полка (или батальона) визуального наблюдения, оповещения и связи (ВНОС), 1 отдельный батальон связи. С сентября 1938 года по ноябрь 1940 в состав КПВО также включались 1—2 полка (батальона) местной ПВО.
В Великую Отечественную войну с ноября 1941 по апрель 1944 года КПВО были переименованы в корпусные районы ПВО. В составе корпусных районов было: до 9 зенитных артиллерийских полков и 14 отдельных зенитных артиллерийских дивизионов, до 3 зенитно-пулемётных полков, 1 прожекторный полк, 1 полк (или дивизион) аэростатов заграждения, до 4 полков (или отдельных батальонов) ВНОС, 1 полк (или отдельный батальон) связи. В 1945 году в КПВО могла входить 1 зенитная артиллерийская  бригада или дивизия.
Действовавшая в границах ответственности КПВО истребительная авиация ПВО, передавалась в подчинение корпуса. К окончанию войны в Действующей армии было 14 КПВО, из которых 5 корпусов продолжали выполнять возложенные на них задачи и после войны, а остальные корпуса были расформированы. 
В июле 1947 все КПВО были переименованы в зенитные артиллерийские корпуса. В январе 1949 года часть этих корпусов была переформирована в районы ПВО. С декабря 1948 по январь 1949 все зенитные артиллерийские корпуса были расформированы.
В июне 1954 года для обороны основных промышленно-экономических центров и районов СССР, были повторно созданы 10 КПВО. При этом в состав корпусов кроме зенитных артиллерийских соединений вошли истребительные авиационные полки и дивизии. С конца 1950-х годов зенитные артиллерийские части были заменены на зенитные ракетные формирования и формирования радиотехнических войск. Также были упразднены прожекторные части и части заградительных аэростатов.
В странах Варшавского договора также создавались объединения аналогичные советским КПВО. В июне—июле 1960 года все КПВО были  укрупнены и состояли из: зенитно-ракетных полков и бригад, авиационных истребительных полков ПВО, радиотехнических полков и бригад, отдельных батальонов РЭБ, полков и батальонов связи и учреждений тыла. 

### Авиационный корпус
Авиационный корпус  (ак)  —  оперативно-тактическое объединение (в прошлом — высшее тактическое  или оперативное соединение) Военно-воздушных сил СССР.
Назначение ак в выполнении оперативных задач в составе воздушных армий или самостоятельно путём нанесения авиационных ударов, ведением воздушных сражений (боёв), выполнением специальных  боевых полётов и других задач.
Как правило ак включает в себя 2—3 авиационные дивизии (бригады) одного или разных родов авиации, части обеспечения и обслуживания. 
В ВВС РККА корпуса появились в 1933 году. Накануне Великой Отечественной войны было создано 5 дальнебомбардировочных ак (в каждом по 2—4 авиационные бригады), которые находились в подчинении Авиации Главного командования. В марте 1942 эти корпуса были преобразованы в ак дальнего действия с увеличением количества до 8. В июне — июле 1941 в составе ВВС Московского, Ленинградского и Закавказского военных округов были созданы корпуса истребительной авиации ПВО, позже переименованные в истребительные авиационные корпуса ПВО (иак ПВО), которые в начале 1942 года были переданы в Войска ПВО.
С середины 1942 года в ак стали сводиться авиационные соединения и части фронтовой авиации по роду авиации (бомбардировочные, штурмовые, смешанные и истребительные ак резерва ВГК). Эти корпуса включались в состав воздушных армий или действовали самостоятельно по задачам поставленными командованием фронтов, общевойсковых и танковых армий.
В апреле 1943 были сформированы 4 гвардейские ак, позже преобразованные в гвардейские бомбардировочные ак в составе 18-й воздушной армии.
В штате ак было 2—3 авиационные дивизии, который в зависимости от рода авиации насчитывал: бомбардировочная ак — 200—300 самолётов, истребительная и штурмовая ак  — 250—375 самолётов.
Смешанные ак состояли из 1—2 истребительных  и 1 бомбардировочной или штурмовой авиационной дивизии. С 1943 года по октябрь 1944 все 11 смешанных ак преобразованы в ак одного рода авиации (бомбардировочные, штурмовые, истребительные). 
В ходе войны в войсках ПВО были сформированы дополнительные 2 иак ПВО. Состав иак ПВО существенно различался по корпусам и содержал от 5 до 21 истребительных авиационных полка. Также в иак ПВО входили: район авиационного базирования или батальоны аэродромного обслуживания (по количеству аэродромов базирования), части (подразделения) аэродромного обеспечения, транспортной авиации и другие части. В 1944 году в иак ПВО были добавлены зенитные артиллерийские полки для прикрытия аэродромов.
К концу войны в Действующей армии числилось: 11 бомбардировочных, 10 штурмовых и 16 истребительных корпусов (из них  4 иак ПВО).
В послевоенный период в ВВС СССР происходило поэтапное упразднение корпусного звена. Авиационные дивизии различных родов авиации сводились непосредственно в воздушные армии.
Последнее упоминание о создании корпусов в ВВС СССР относится к периоду Корейской войны, когда для участия в боевых действиях был создан 64-й истребительный авиационный корпус. В состав корпуса входили: 3 истребительные авиационные дивизии 2-х полкового состава, 1 авиационно-техническая дивизия, 1 зенитно-артиллерийская дивизия, 1 зенитно-прожекторный полк и другие части и соединения обеспечения.

### Железнодорожный корпус
Железнодорожный корпус (ждк) — соединение железнодорожных войск СССР.
Задача ждк состояла в строительстве, восстановлении и ремонте железных дорог, а также осуществлении перевозок войск и военных грузов.
Первый ждк был создан в январе 1939 года. Таковым соединением стал Особый железнодорожный корпус выполнявший задачи на Дальнем Востоке, а после и в западной части СССР. Накануне Великой Отечественной войны Особый ждк включал в себя 5 железнодорожных бригад из 13 созданных на тот момент.
В годы войны количество железнодорожных бригад выросло до 37 и они все вместе 34 железнодорожными полками были сведены в Управления военно-восстановительных (УВВР). Всего было создано 14 УВВР. После войны часть бригад была расформирована, а оставшиеся были сведены в управления 9 ждк, созданные на базе УВВР. В состав каждого ждк вошли 2—4 железнодорожные бригады и 1 мостовой железнодорожный полк. В ходе дальнейших военных реформ из 9 ждк созданных после войны, до распада СССР сохранились только 3. По мере необходимости создавались новые ждк. Так к строительству Байкало-Амурской магистрали (БАМ) в 1974 году был сформирован 35-й ждк. К строительству БАМ также был привлечён 1-й ждк. Суммарное количество соединений и частей в 2 ждк на строительстве БАМа составило 8 железнодорожных бригад и 2 мостовых железнодорожных полка.
Всего на момент распада СССР сохранилось 5 ждк (1-й, 2-й, 4-й, 35-й и 76-й) объединявших 42 железнодорожные бригады и около 10 мостовых железнодорожных полков.

### Дорожно-строительный корпус
Дорожно-строительный корпус (дск) — соединение дорожных войск ВС СССР.
Первый дорожно-строительный корпус (Особый дорожно-строительный корпус НКВД) был создан в 1945 году в структуре НКВД СССР (позже МВД СССР), который состоял из 4 дорожно-строительных дивизий. Назначением корпуса было восстановление дорог и мостов разрушенных во время войны и строительство новых дорог и мостов в восточной части страны. К 1949 году количество дивизий в корпусе выросло до 5. Общая численность войск корпуса составляла 37 960 человек, из них 3808 офицеров, 33 719 сержантов и рядовых и 443 вольнонаёмных. Корпус просуществовал до 1956 года.
На позднем этапе существования СССР в 1989 году, согласно постановлению Правительства СССР по принятым программам «Дороги Нечерноземья» и «Дороги на селе», были созданы дорожно-строительные корпуса в структуре МО СССР. Задача корпусов состояла в строительстве дорог в 9 областях РСФСР (Архангельская, Кировская, Вологодская, Костромская, Горьковская, Орловская, Пермская, Рязанская и Свердловская) и одной автономной области (Удмуртская АССР). Было создано 3 дск с подчинением ЦДСУ (Центральное дорожно-строительное управление), которое находилось структуре Главного военно-инженерного управления МО СССР. С 1990 года ЦДСУ было переподчинено Главному штабу Сухопутных войск.
В составе каждого ждк было 6-7 дорожно-строительных бригад. Всего в подчинении 3 дск было 20 бригад.

### Отдельный ракетный корпус
Отдельный ракетный корпус (орк) — высшее тактическое соединение Ракетных войск стратегического назначения СССР.
Назначение орк в поражении стратегических объектов противника на удалённых территориях. В состав орк входили ракетные дивизии на вооружении которых находились различные типы  межконтинентальных баллистических ракет.
Первые 5 орк были сформированы в марте 1961 года. Дополнительно 2 орк были созданы в июне 1965 года. В связи с укрупнением боевого состава РВСН и созданием новых ракетных дивизий, в июне 1970 года все управления орк были расформированы с созданием вместо них управлений ракетных армий.

### Отдельный корпус контроля космического пространства
Отдельный корпус контроля космического пространства  (ОК ККП) — оперативно-тактическое объединение созданное в Войсках ПВО СССР. Сформировано в июне 1988 года в Управлении начальника космических средств МО СССР, которое в 1992 году стало Военно-космическими войсками ВС РФ. Полное действительное наименование — 18-й отдельный корпус противокосмической обороны и контроля космического пространства (18-й ОК КПОиККП).
ОК ККП был предназначен для разведки и контроля космического пространства, инспекции и распознавания космических объектов на орбитах, выявления признаков начала боевых действий в космосе и из космоса и их результатов, оценки космической  обстановки и оповещения о ней, уничтожения (вывода из строя, подавления военно-космических средств противника на орбитах), обеспечения боевых действий соединений и частей противоракетной обороны, космических и авиационно-космических сил.
В состав ОК ККП входят соединения и части контроля космического пространства, имеющие на оснащении радиолокационные, радиооптические, оптико-электронные  и радиотехнические комплексы и станции обнаружения и распознавания космических объектов, соединения и части противокосмической обороны, вооружённые доорбитальными авиационно-ракетными и наземными противоспутниковыми системами и комплексами РЭБ, а также части и подразделения управления связи, передачи данных и обеспечения.
1 октября 1994 года ОК ККП был переформирован в 45-ю дивизию контроля космического пространства.

## Количество корпусов по государствам
На 2018 год управления корпусов встречаются в вооружённых силах двух десятков государств. В подавляющей массе это армейские корпуса (АК):
- Азербайджан — 5
- Армения — 5
- Великобритания — 1
- Вьетнам — 4
- Германия — 1 АК и 1 (совместный с Нидерландами)
- Греция — 2
- Индия — 14
- Испания — 1
- Италия — 1
- Китай — 1 воздушно-десантный корпус
- КНДР — 20 (12 пехотных, 4 механизированных, 1 бронетанковый, 2 артиллерийских, 1 корпус обороны столицы)
- Пакистан — 9
- Россия — 1 АК в СВ и 3 АК в ВМФ
- Сирия — 4 АК и 1 штурмовой корпус
- США — 3 АК и 1 воздушно-десантный корпус
- Китайская Республика — 3
- Таиланд — 3
- Турция — 8
- Эритрея — 4
- Эфиопия — 4
- Республика Корея — 8

В некоторых государствах как Армения и Израиль, корпуса в сухопутных войсках представляют собой нештатные резервные формирования, развёртываемые на военный период (см. раздел ниже).

## Иное применение термина «корпус» в военном деле

### Экспедиционный корпус
Экспедиционный корпус —  часть вооружённых сил государства (коалиции государств), переброшенная обычно морским или воздушным транспортом на территорию другой страны с целью захвата важных районов (объектов), содействия союзным войскам или осуществления иных военно-политических задач. Также применяются равнозначные синонимы экспедиционная армия, экспедиционные силы и экспедиционные войска.
Термин «экспедиционный корпус» вошёл в активное использование в XVIII—XIX веках в связи с размахом колониальной политики проводимой ведущими европейскими державами в Азии, Африке, Латинской Америке в других районах мира. Военные действия в такой колониальной политике назывались экспедициями.
Состав экспедиционного корпуса (экспедиционных сил) зависит от целей войны и возложенных на него задач военно-политической обстановки, возможностей государства и его вооружённых сил, предполагаемого отпора противника и других факторов. В условиях сопротивления противника могут высаживаться в виде морских и воздушных десантов.
Главная особенность экспедиционного корпуса заключается в его оторванности от ресурсов государства и его вооружённых сил, что отрицательно сказывается на материально-техническом снабжении и управлении, пополнении личного состава и требует создания резервов и повышенных запасов всех видов снабжения, повышенного охранения тыловых коммуникаций.
Следует учитывать что термин «экспедиционный корпус» не всегда соответствует основному значению корпуса, как штатного оперативно-тактического объединения (соединения) включающего в себя несколько бригад или дивизий. К примеру участвовавшие в интервенции в Россию экспедиционный корпус «Сибирь» от США состоял только из 2 пехотных полков общим числом около 8000 человек, а Сибирский экспедиционный корпус от Канады представлял пехотную бригаду численностью около 4200 человек.
На данный момент единственное государство располагающее нештатными экспедиционными корпусами, которые могут развёртываться при военной необходимости, является США. В Корпусе морской пехоты предусмотрено развёртывание 4 экспедиционных корпусов (экспедиционных сил), основу каждого из которых составляет дивизия морской пехоты.

### Резервное нештатное соединение
В вооружённых силах некоторых государств корпусом может обозначаться нештатное (создаваемое только на военное время) соединение, либо существующее в мирное время кадрированное соединение, также развёртываемое в военное время.
К таковым государствам к примеру относятся Израиль и Армения.
В мирное время боевые и территориальные дивизии Армии обороны Израиля находятся в прямом подчинении командованию соответствующих военных округов. В военное время может быть принято решение об объединении дивизий Северного военного округа в один из двух резервных корпусов, представляющих собой переходное звено командования между округом и дивизиями — Северный корпус и Корпус Генштаба, во главе каждого из которых стоит офицер в звании генерал-майора (алуф).
В вооружённых силах Армении сухопутные войска распределены в 5 армейских корпусов, из которых основу только 2 корпусов (3-й и 4-й) составляют 4 мотострелковых полка. Остальные корпуса (1-й, 2-й и 5-й) основаны на 1—2 полках. Все остальные части корпуса развёртываются при мобилизации в военное время

### Организации, сословия, учреждения и ведомства
Кроме соединений и объединений термин корпус применяется для обозначения организационных структур, обозначающих отдельные категории, должности и специальности (преимущественно технического профиля) военнослужащих, которые выделялись из общего порядка прохождения военной службы, требовали специальных  знаний, навыков, надлежащей системы обучения (подготовки). 
К примеру  в Российской империи существовали следующие корпуса:
- Финляндский егерский корпус
- Кавалергардский корпус (1764—1800);
- Корпус морской артиллерии (1734—1885);
- Корпус корабельных инженеров (1826—1917);
- Корпус флотских штурманов (1827—85);
- Корпус инженеров-механиков флота (1854—1917);
- Корпус гидрографов (1912—1917);
- Корпус инженеров и техников морской строительной части;
- Корпус внутренней стражи;
- и другое

Также в некоторых случаях корпус может обозначать не объединение (соединение) а род войск, военное учреждение, военно-учебное заведение, военно-административное учреждение либо военно-политическую организацию. К примеру:
- Корпус морской пехоты США
- Корпус инженеров Армии США
- Корпус Стражей Исламской революции
- Корпус военных топографов Русской императорской армии
- Кадетский корпус